# Riddarhuspalatset

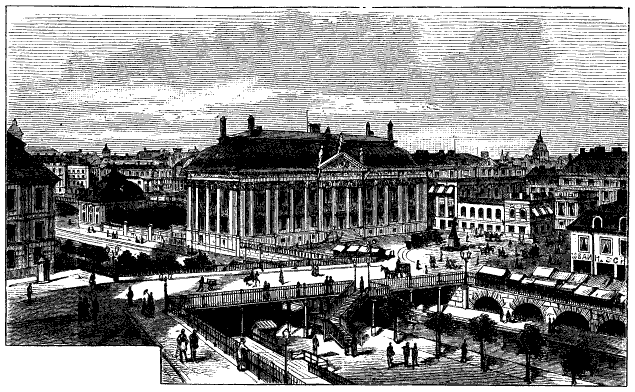
La maison de la noblesse en 1885

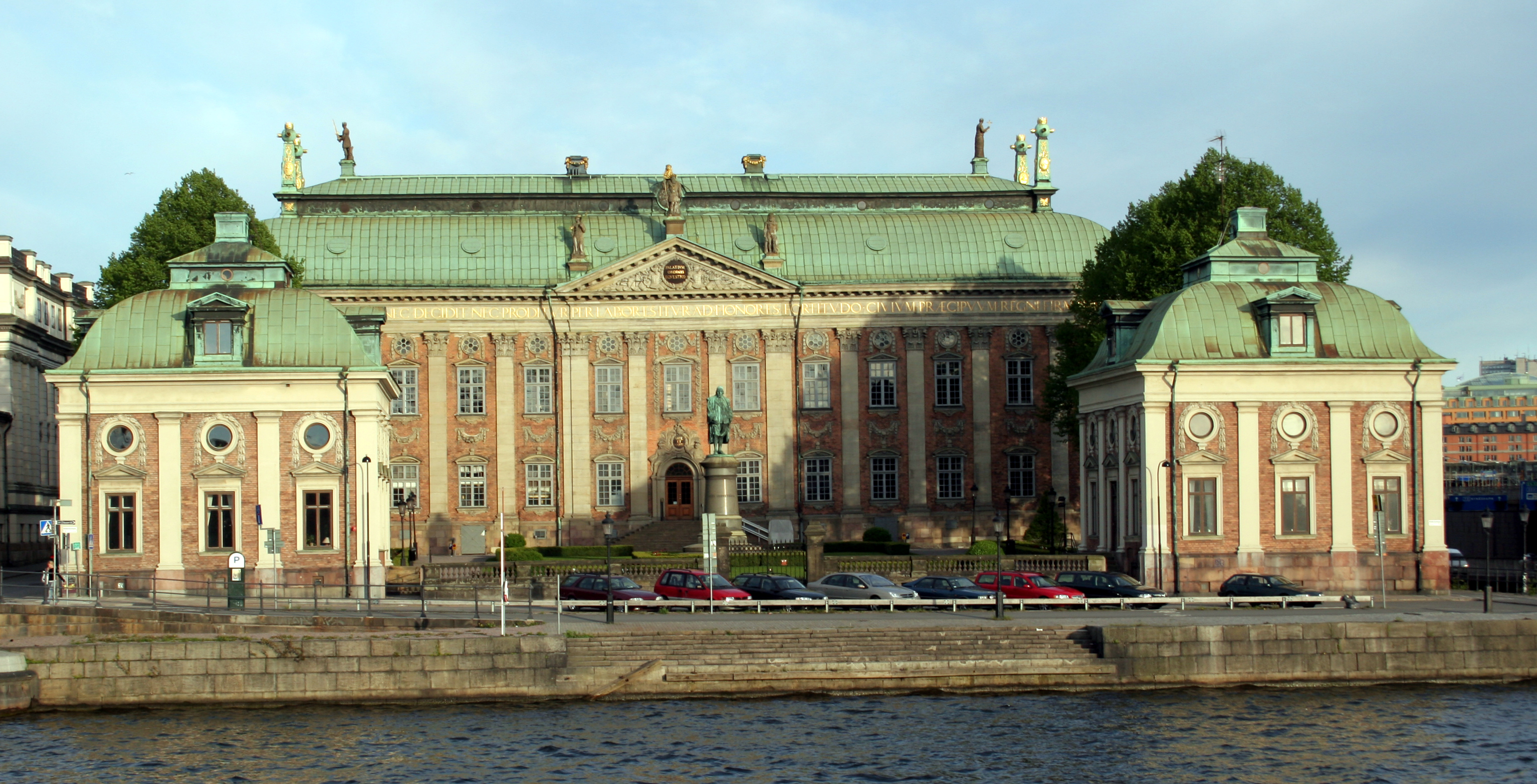
La face nord

Riddarhuspalatset ou Riddarhuset (en français : la « maison de la noblesse »), est l'assemblée de la noblesse suédoise.

## Assemblée
Entre le XVIIe et le XIXe siècle, elle a été une chambre des États généraux du royaume (le Ståndsriksdagen), équivalent de la Chambre des lords britannique.
Après le remplacement en 1866 des États généraux du royaume par le Riksdag.
La maison de la noblesse est devenue un organe officieux de représentation de la noblesse suédoise, contrôlé par le gouvernement. 
Depuis 2003 elle est une institution privée qui œuvre en faveur des intérêts de la noblesse.

## Le bâtiment
La maison de la noblesse est aussi le nom du bâtiment entretenu par l'assemblée, et situé sur la place Riddarhustorget dans la vieille ville de Stockholm (Gamla Stan). Elle a été construite de 1641 à 1672 par quatre architectes différents : le Français huguenot Simon de la Vallée de 1641 à 1642, Heinrich Wilhelm de 1645 à 1652, Joost Vingboons de 1653 à 1656 et Jean de la Vallée, fils du premier architecte, de 1656 à 1672. Les deux ailes du bâtiment ont été ajoutées en 1870 par Adolf W. Edelsvärd.
Sur sa face sud se trouve une statue du roi Gustave Ier Vasa, alors qu'au nord s'étend un parc dans lequel on remarque une statue d'Axel Oxenstierna.

## La noblesse suédoise en chiffres
En 2006, la noblesse suédoise était composée de 26 800 personnes membres de 698 familles subsistantes, dont : 
- 49 familles comtales,
- 136 familles baronnes,
- 513 non titrées[1].